# Caulnes
Caulnes település Franciaországban, Côtes-d’Armor megyében. Lakosainak száma 2506 fő (2022. január 1.). Caulnes Broons, La Chapelle-Blanche, Guenroc, Guitté, Plumaudan, Plumaugat, Saint-Jouan-de-l’Isle és Yvignac-la-Tour községekkel határos.

## Népesség
A település népességének változása:
| Lakosok száma | 1828 | 1942 | 1992 | 2252 | 2448 | 2468 | 2488 | 2495 | 2503 | 2506 |
|               | 1968 | 1982 | 1990 | 2006 | 2013 | 2015 | 2017 | 2019 | 2020 | 2022 |